# Secretario del Interior de los Estados Unidos
El secretario del Interior de los Estados Unidos es el jefe del Departamento del Interior. Forma parte del gabinete del presidente y es el octavo en la línea de sucesión presidencial. 
Las funciones del secretario de Interior radican en la supervisión de las agencias que conforman el Servicio Geológico, el Servicio de Parques Nacionales y el BLM (Bureau of Land Management). El secretario también forma parte y nombra a los ciudadanos que forman la National Park Foundation. Debido a que las políticas y actividades del Departamento del Interior y de muchos de sus organismos tienen un impacto sustancial en el Oeste de Estados Unidos, los secretarios del Interior por lo general provienen de un estado occidental. Desde 1949, sólo una persona logró ocupar el cargo proviniendo de un estado del este.
No se debe confundir con la figura del Ministro de Interior que poseen otros países y, que en Estados Unidos las responsabilidades dependen primariamente del Departamento de Seguridad Nacional y secundariamente, del Departamento de Justicia.

## Secretarios del Interior
El primero en el cargo fue Thomas Ewing, del Partido Whig, el 8 de marzo de 1849, bajo las presidencias de Zachary Taylor y posteriormente, Millard Fillmore. En la actualidad, el cargo lo ostenta el republicano Doug Burgum desde el 1 de febrero de 2025. Desde que se creó la Secretaría de Interior,  ha sido dirigida por un total de 55 políticos, sin contar las 14 ocasiones que llegó a estar en manos de secretarios en funciones.